# Чернил, Моржиц
Моржиц (Мориц) Че́рнил (чеш. Mořic Černil; 17 сентября 1859, Велка-Бистршице близ Оломоуца, Моравия, Австрийская империя (ныне Оломоуцкого края в Чехии) — 27 июня 1933, Брно, Чехословакия) — чешский и чехословацкий скульптор и педагог.

## Биография
В 1880—1885 годах обучался скульптуре в венской Академии изобразительных искусств, где был удостоен первой премии Академии за статую Иоанна Крестителя.
Затем, до 1914 года преподавал лепку и пластическую анатомию в школе скульптуры и художественной обработки камня Горжице. В числе его учеников многие чешские скульпторы — Богумил Кафка, Ян Штурса, Ладислав Кофранек и многие другие.
М. Чернил был прежде всего скульптором-фигуристом, чьи работы были основаны на монументальных произведениях венской школы и испытали влияние неоклассицизма в конце XIX века.
Он автор учебника «Пластическая анатомия для художников и школ» с собственными иллюстрациями.

Práce Mořice Černila
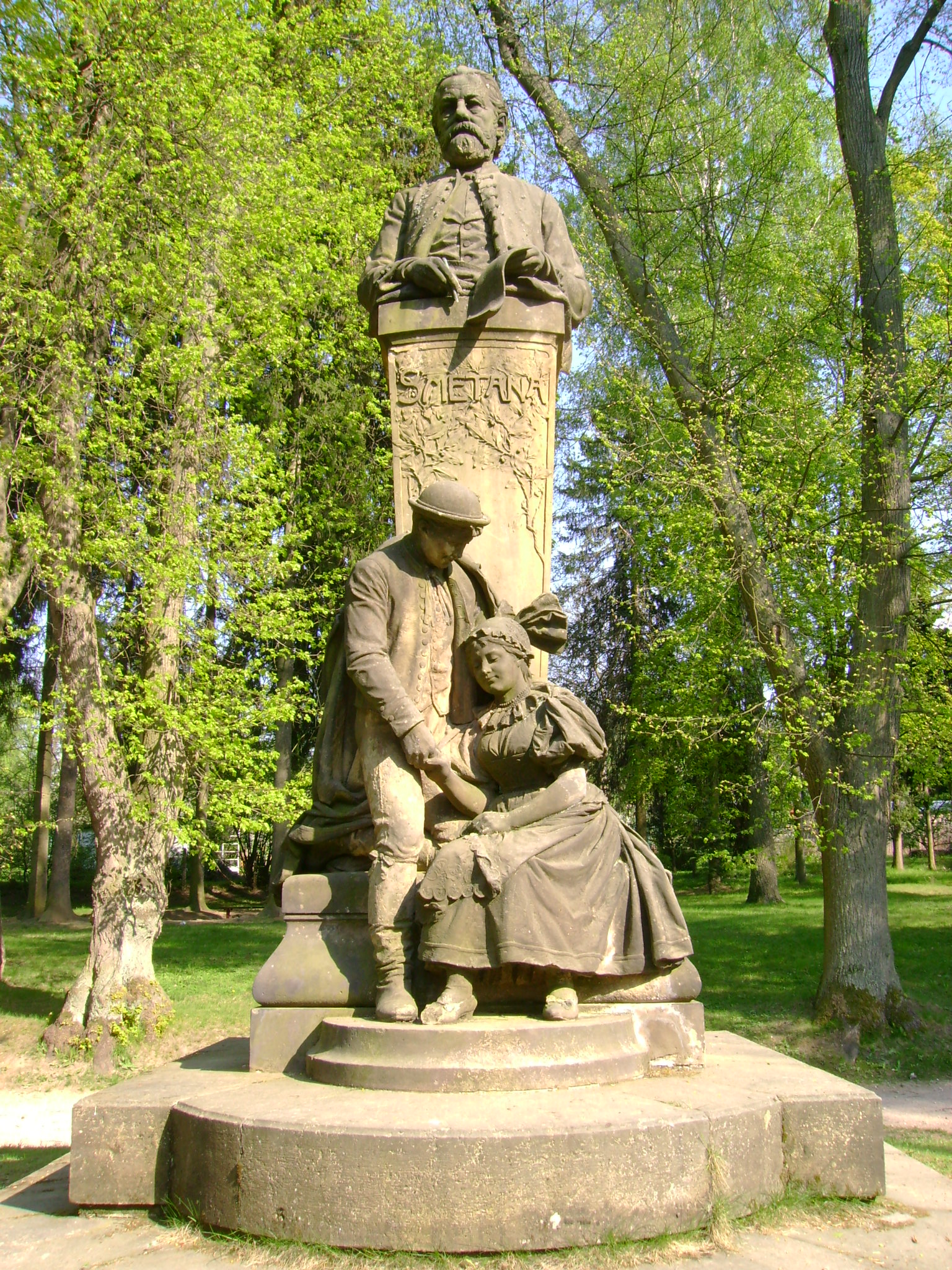
Памятник Бедржиху Сметане в Горжице
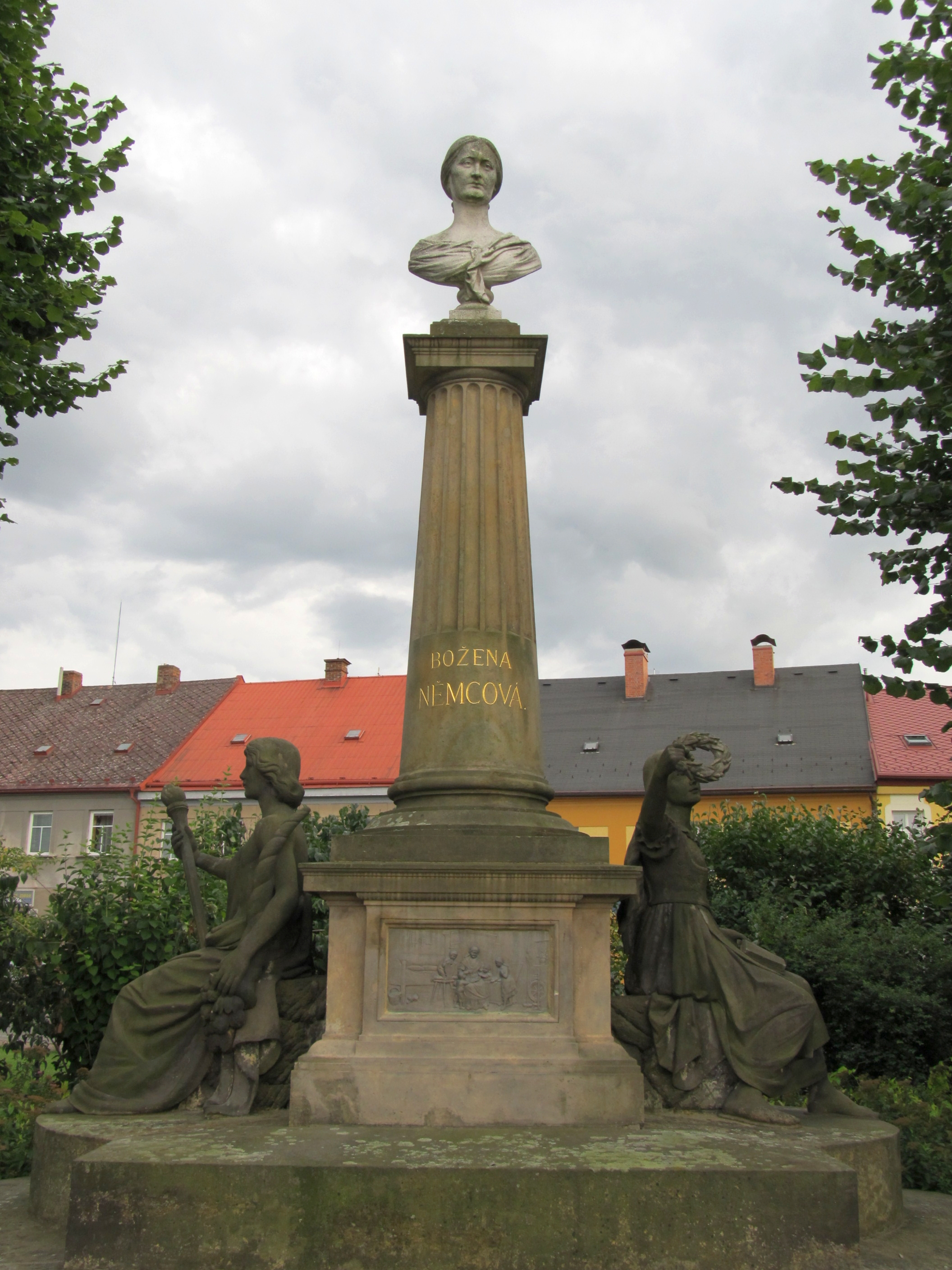
Бюст Божены Немцовой на площади Гуса в Ческа-Скалице (1888)
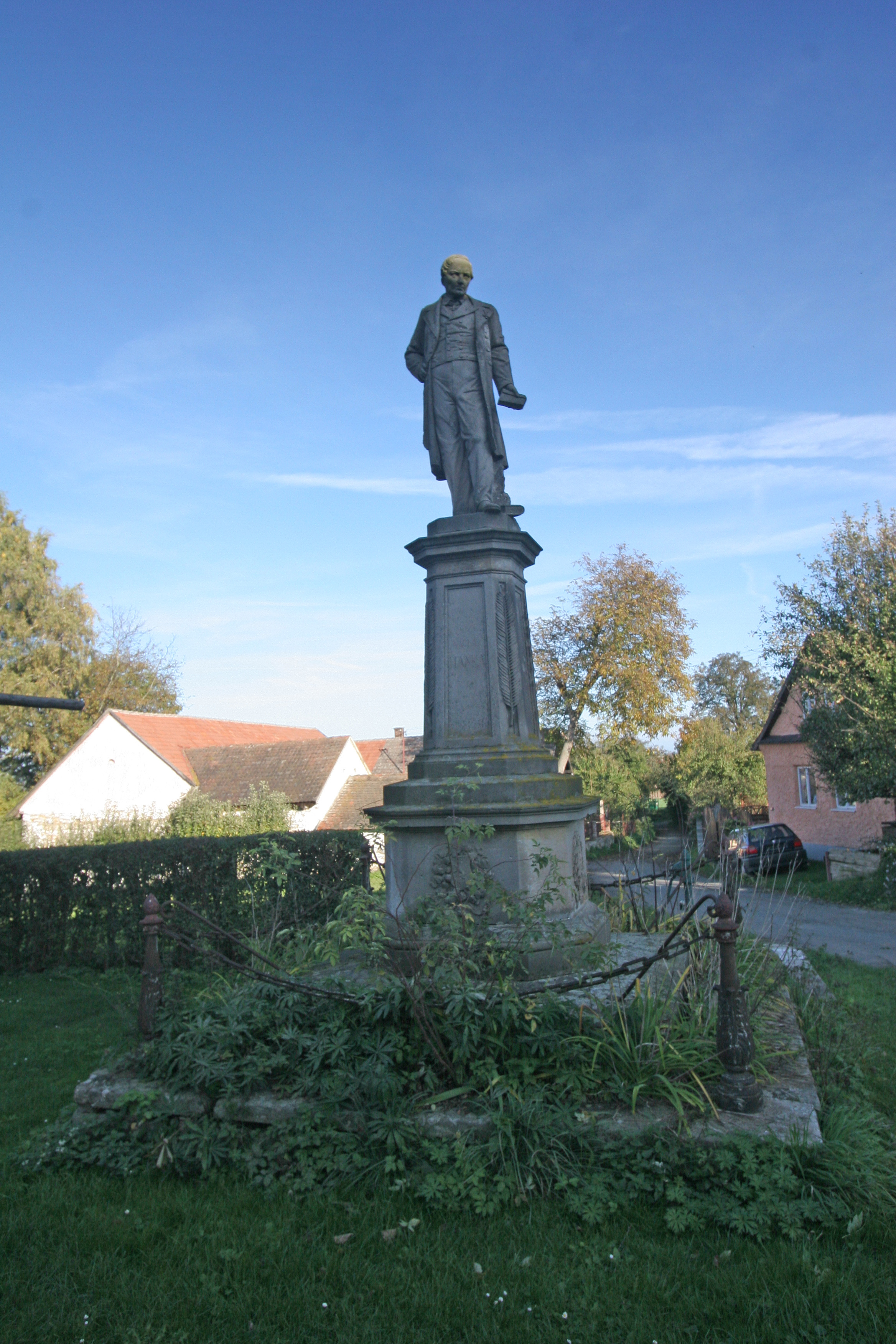
Памятник Ва́цлаву Га́нке район Градец-Кралове, (1890)
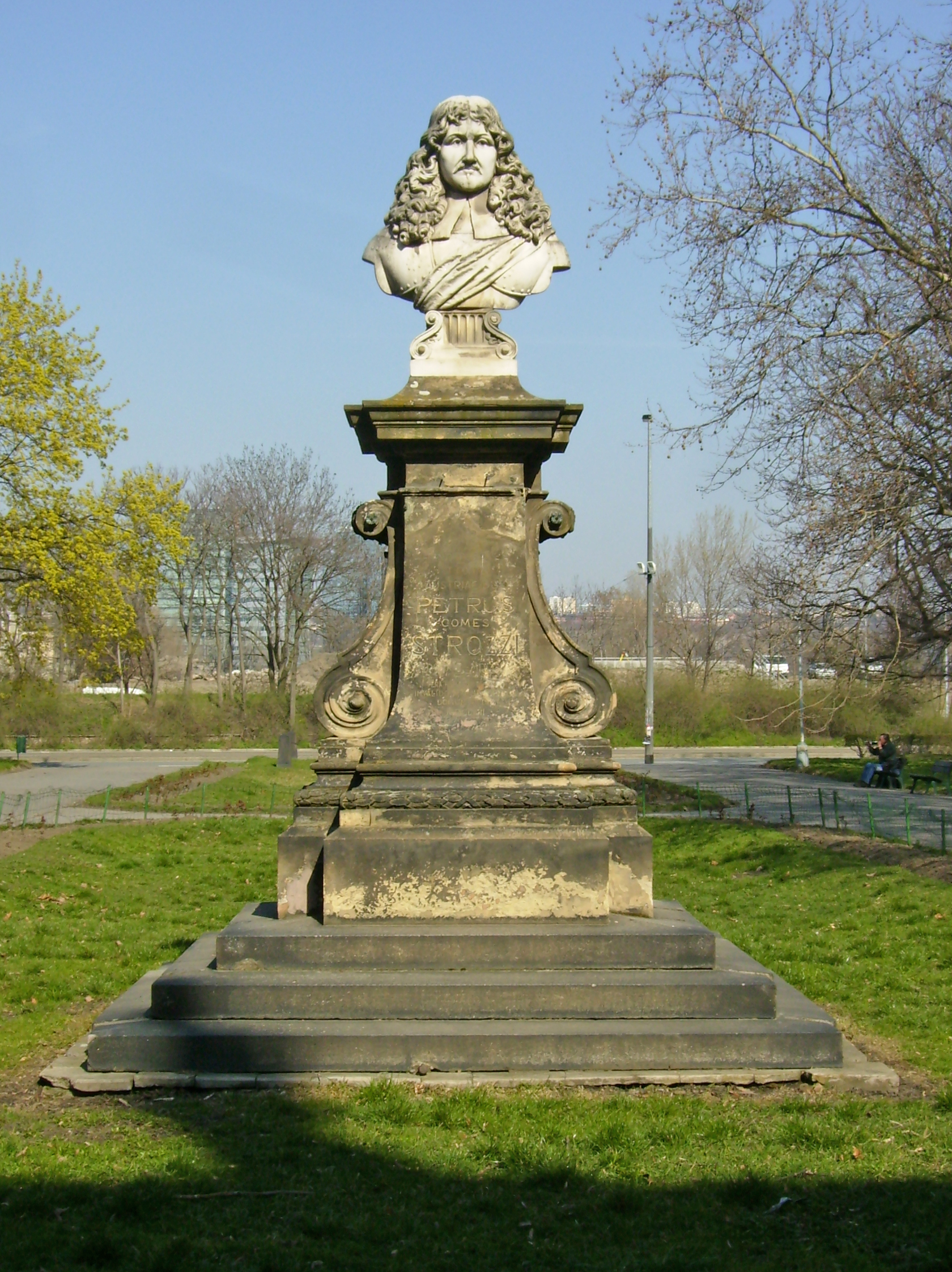
Памятник  Петру Строцци Прага,
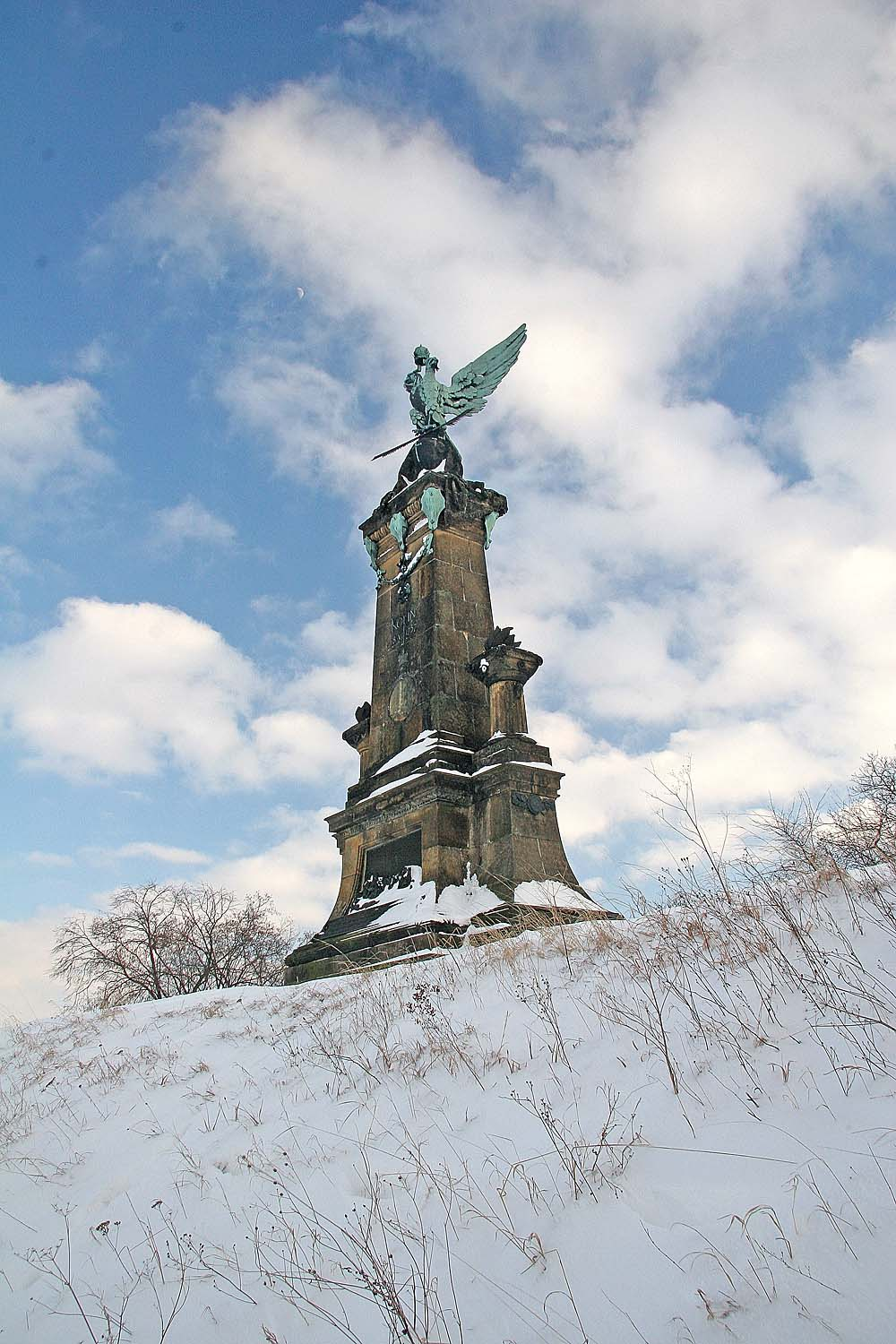
Памятник Колинскому сражению близ Колина, (1898)
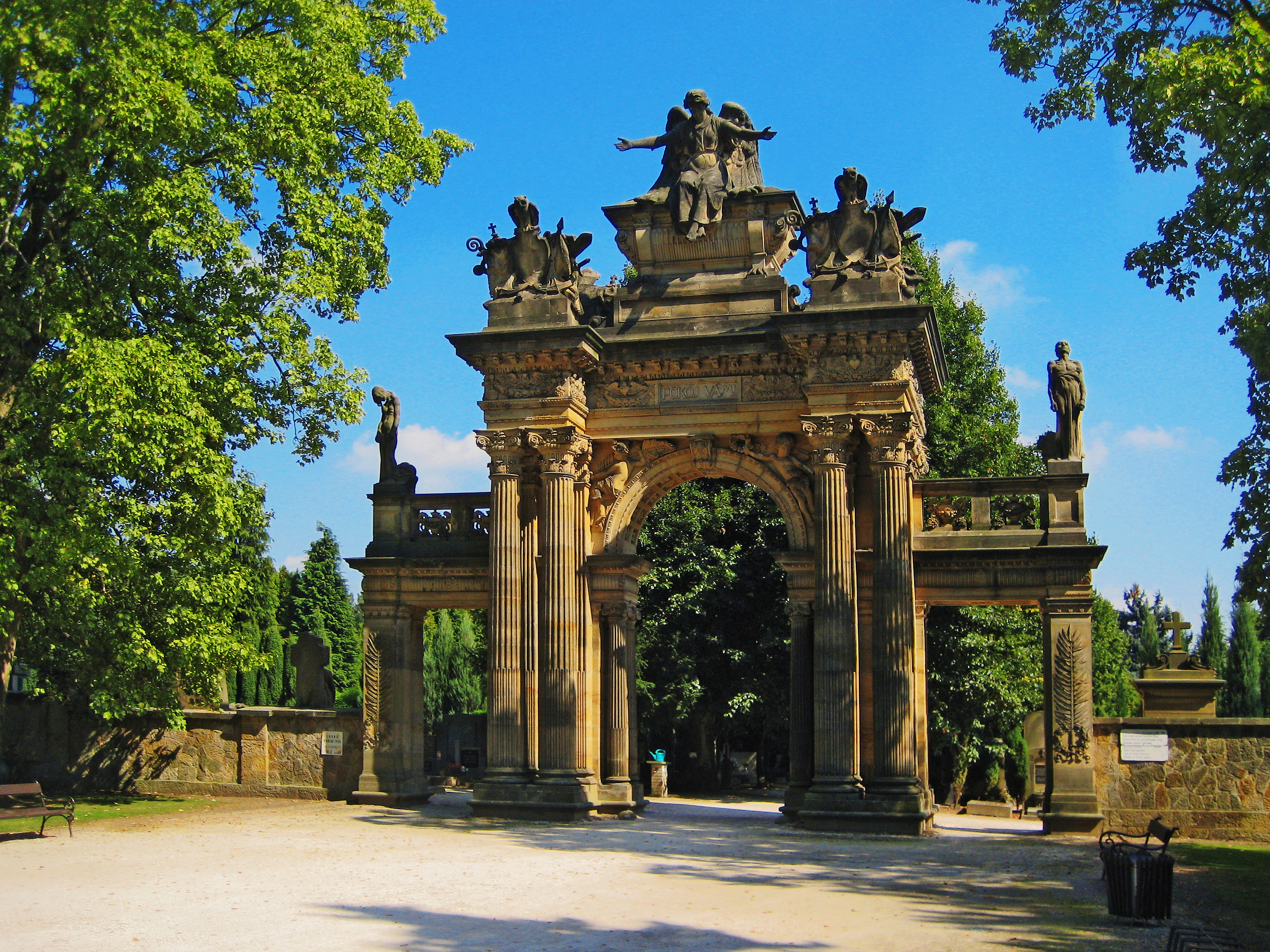
Ворота Горжицкого  кладбища